# Ентрадаш
Ентрадаш (порт. Entradas; МФА: [ẽ.ˈtɾa.dɐʃ]) — парафія в Португалії, у муніципалітеті Каштру-Верде. Розташована в південній частині країни, на теренах історичної португальської провінції Алентежу. Входить до складу округу Бежа. За адміністративним поділом, чинним до 1976 року, терени парафії були складовою провінції Нижнє Алентежу. Належить до Безької діоцезії Католицької церкви. Патрон — святий Яків. Площа — 76,2290 км². Населення — 649 ос. (2011). Слабо урбанізований регіон. Густота населення — 8,51 осіб/км²
. Код — 020603.

## Населення
| Кількість мешканців | Кількість мешканців | Кількість мешканців | Кількість мешканців | Кількість мешканців | Кількість мешканців | Кількість мешканців | Кількість мешканців | Кількість мешканців | Кількість мешканців | Кількість мешканців | Кількість мешканців | Кількість мешканців | Кількість мешканців | Кількість мешканців |
| ------------------- | ------------------- | ------------------- | ------------------- | ------------------- | ------------------- | ------------------- | ------------------- | ------------------- | ------------------- | ------------------- | ------------------- | ------------------- | ------------------- | ------------------- |
| 1864                | 1878                | 1890                | 1900                | 1911                | 1920                | 1930                | 1940                | 1950                | 1960                | 1970                | 1981                | 1991                | 2001                | 2011                |
| 728                 | 833                 | 798                 | 873                 | 1 171               | 1 327               | 1 723               | 1 995               | 1 866               | 1 754               | 1 152               | 931                 | 895                 | 774                 | 649                 |